# Карнавал в Рио-де-Жанейро
Карнавал в Рио-де-Жанейро (порт. carnaval carioca, carnaval do Rio, Rio carnaval) ― ежегодно проводимый карнавал, где большая часть населения одевается в разные костюмы и выходит на улицы. Проводится пять дней: с пятницы по вторник перед Великим постом в крупнейшем городе Бразилии.

## Последовательность и оценки
Всего за два дня карнавала, в воскресенье и в понедельник, выступают по шесть школ. Количество выступающих в каждой из них колеблется от трёх до пяти тысяч. Участники, которые выступают на 5-8 машинах, делятся на группы количеством до сорока. Согласно правилам безопасности, машины могут управляться только вручную. Каждая группа выступает 82 минуты (по состоянию на 2009 год). Нарушения временных рамок стоят пунктов.
Оценивается, кроме прочего, ритмическая точность ударных, а также согласованность пения, ударных и танца, художественное воплощение темы, выступление женщины-знаменосца (порт. porta estandarte, которая традиционно стоит во главе каждого шествия вместе с «церемониймейстером») и общая сплочённость выступления школы.
На трибуне «Самбодрома» (pt:Sambódromo) в районе Эстасио (pt:Estácio) могут разместиться около 88 500 зрителей. Парады начинаются на манеже длиной в 800 метров в 21 час и длятся в праздничные дни по 10 часов.
В Пепельную Среду, проходит подсчёт пунктов силами 40 арбитров, по четыре в каждой из десяти оценочных категорий, который транслируется по телевизионным каналам по всей стране в прямом эфире. Празднование победы отмечается как футбольное первенство мира с салютами и празднованиями победившей школы. Участники, занявшие второе и третье место, также получают денежные призы.

## Уличные фестивали
Во время карнавала уличные фестивали очень популярны и заполнены местными жителями.
Также во время празднования на уличных фестивалях жители и туристы очень любят пить спиртные напитки, из-за этого люди запасаются алкоголем за несколько дней до фестиваля.

## Подготовка
Подготовка к карнавалу на следующий год начинается сразу после парада. В каждой лиге в ней принимают участие тысячи профессионалов. Частные спонсоры перенимают высокий уровень расходов на создание костюмов для каждого выступающего, но последним приходится экономить и отказывать себе во всём.
Небольшой музей карнавала в «самосбродие», который открыт для посетителей в течение всего года, рассказывает о традициях и подробностях проведения карнавала.
Также известен, в музыкальном плане, возможно, даже более интересен карнавал в городе Салвадор-да-Баия, считающийся самым большим уличным карнавалом в мире, а также в Ресифе.

## Негативные сопутствующие явления
Во время карнавала из-за притока туристов возникает острая нехватка мест в гостиницах и рост цен на жильё. Многие Кариоки (порт. Cariocas, жители Рио) уезжают на время карнавала из города, чтобы спокойно провести время с семьёй.
Якобы повышенный уровень преступности в городе во время карнавала, часто цитируемый в прессе, является несколько относительным. Появление на улицах города миллионов празднующих и пьющих людей неизбежно приводит к повышению напряжённости, которая может обернуться криминалом. Международные СМИ особенно используют время карнавала в Рио как повод интенсивнее, чем обычно, рассказывать о преступности, которая в остальное время года так же высока.